# Ahmed Bedoui
Ahmed Bedoui (Teboulba, Tunis, 1. prosinca 1993.), tuniški rukometni vratar. Nastupa za Espérance Sportive de Tunis i reprezentaciju Tunisa.
Natjecao se na Svjetskom prvenstvu u Danskoj 2019., gdje je reprezentacija Tunisa završila na 12. mjestu.